# Francouzský frank
Francouzský frank (zkratka F nebo FRF) byla měna (přesněji v historii řada různých měn) používaná ve Francii v letech 1360 až 2002. Používaly ho i Monako (viz monacký frank) a Andorra.

## Historie
Frank poprvé zavedl král Jan II. Dobrý v roce 1360. Název měny je odvozen od latinského nápisu na mincích Johannes Dei Gratia Francorum Rex, tj. „Jan, z milosti Boží král Franků“; jeho hodnota byla stanovena na 1 tourskou libru.
Po nástupu generála de Gaulla do prezidentské funkce v r. 1958 se přistoupilo k ekonomické reformě, jejíž součástí bylo vytvoření tvrdého franku. 1. ledna 1960 byl dán do oběhu nový frank a jeho hodnota byla 100 starých franků. Od roku 1963 byl tento nový frank nazýván jednoduše frank.
Kurz franku byl od 1. ledna 1999 pevně vázán na euro v poměru 1 EUR = 6.55957 FRF. Bankovky a mince přestaly oficiálně platit pro hotovostní platby 17. února 2002.
Mince francouzského franku měly hodnoty 5, 10, 20, 50 centimů, 1, 2, 5, 10, 20, 50 a 100 franků.
Bankovky měly hodnoty 50, 100, 200 a 500 franků.

## Galerie

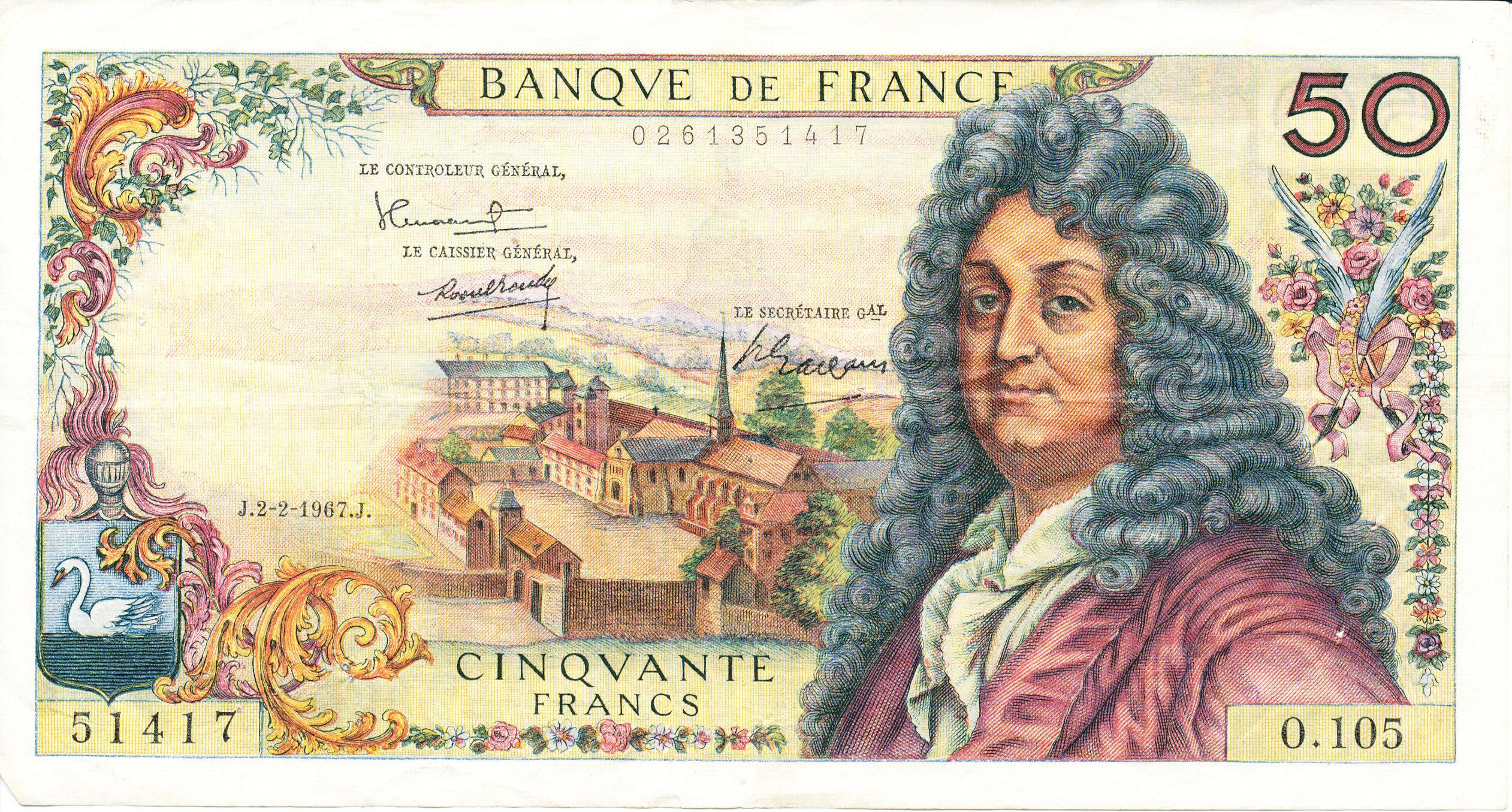
Jean Racine na 50frankové bankovce z roku 1967
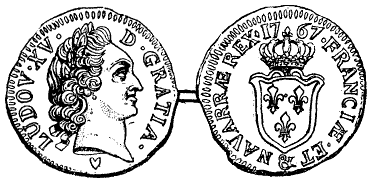
Frank Ludvíka XV., 1767
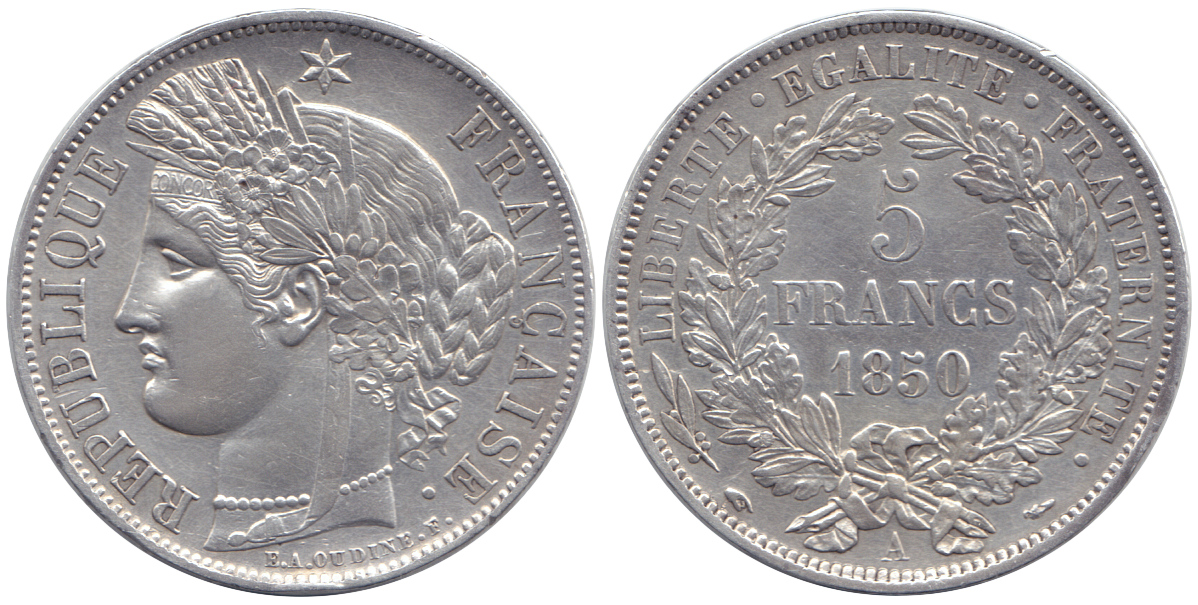
5 franků, Druhá republika 1850. Stříbro 900.
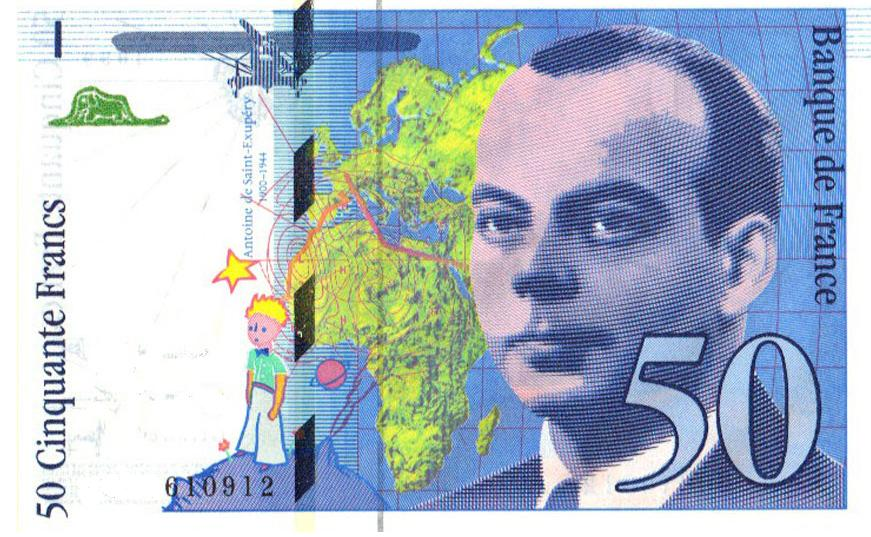
Antoine de Saint-Exupéry na 50frankové bankovce z roku  1994
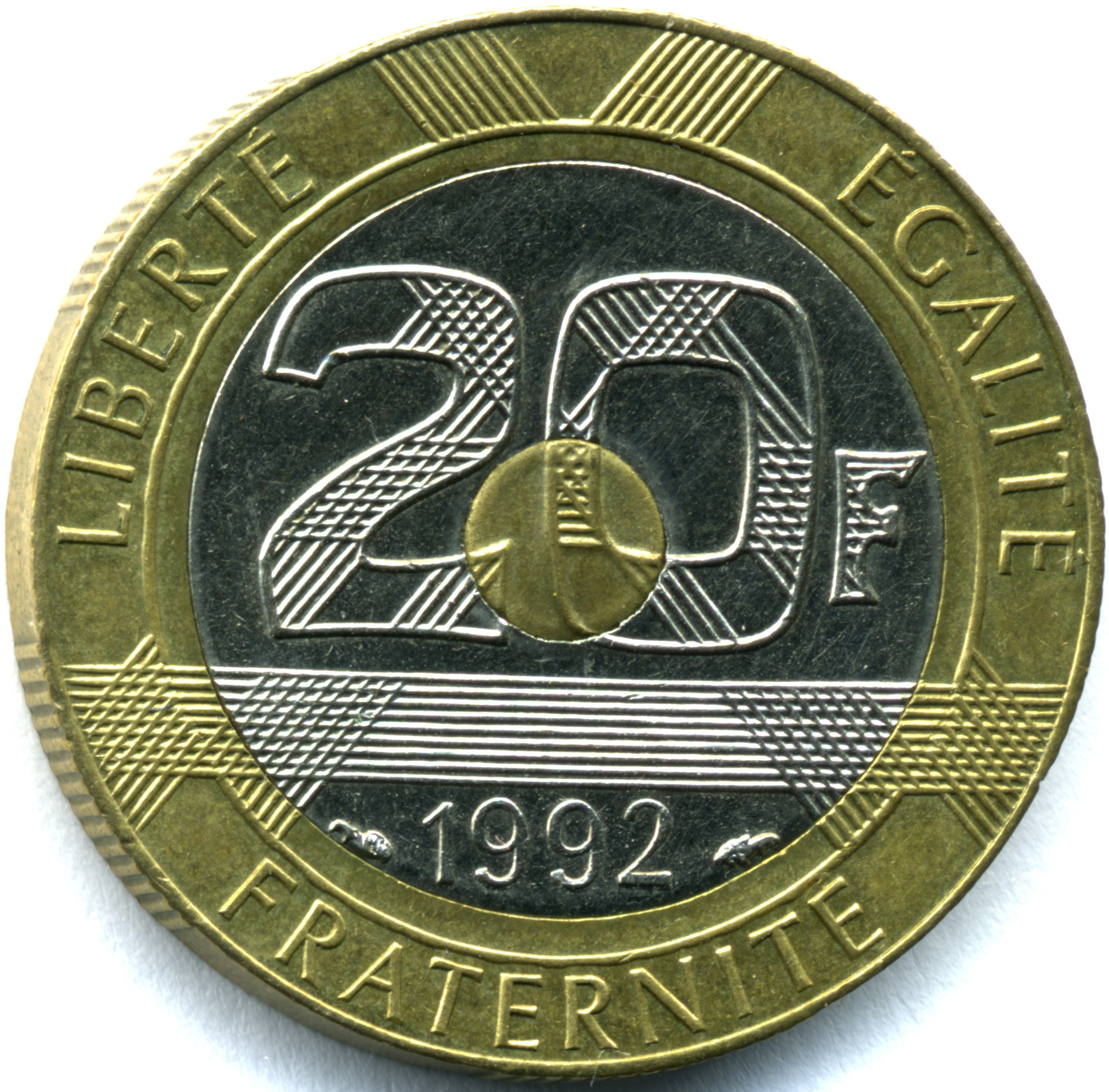
Oběžná mince 20 franků 1992